# Cretadiplura ceara
Cretadiplura
Genre
Espèce
Cretadiplura ceara, unique représentant du genre Cretadiplura, est une espèce éteinte d'araignées mygalomorphes de la famille des Dipluridae.

## Distribution
Cette espèce a été découverte dans la formation Crato dans le Ceará au Brésil. Elle date du Crétacé.

## Publication originale
- (en) Selden, Casado & Mesquita, 2006 : Mygalomorph spiders (Araneae: Dipluridae) from the Lower Cretaceous Crato Lagerstatte, Araripe Basin, north-east Brazil. Palaeontology (Oxford), vol. 49, n. 4, p. 817-826.